# Fagernes

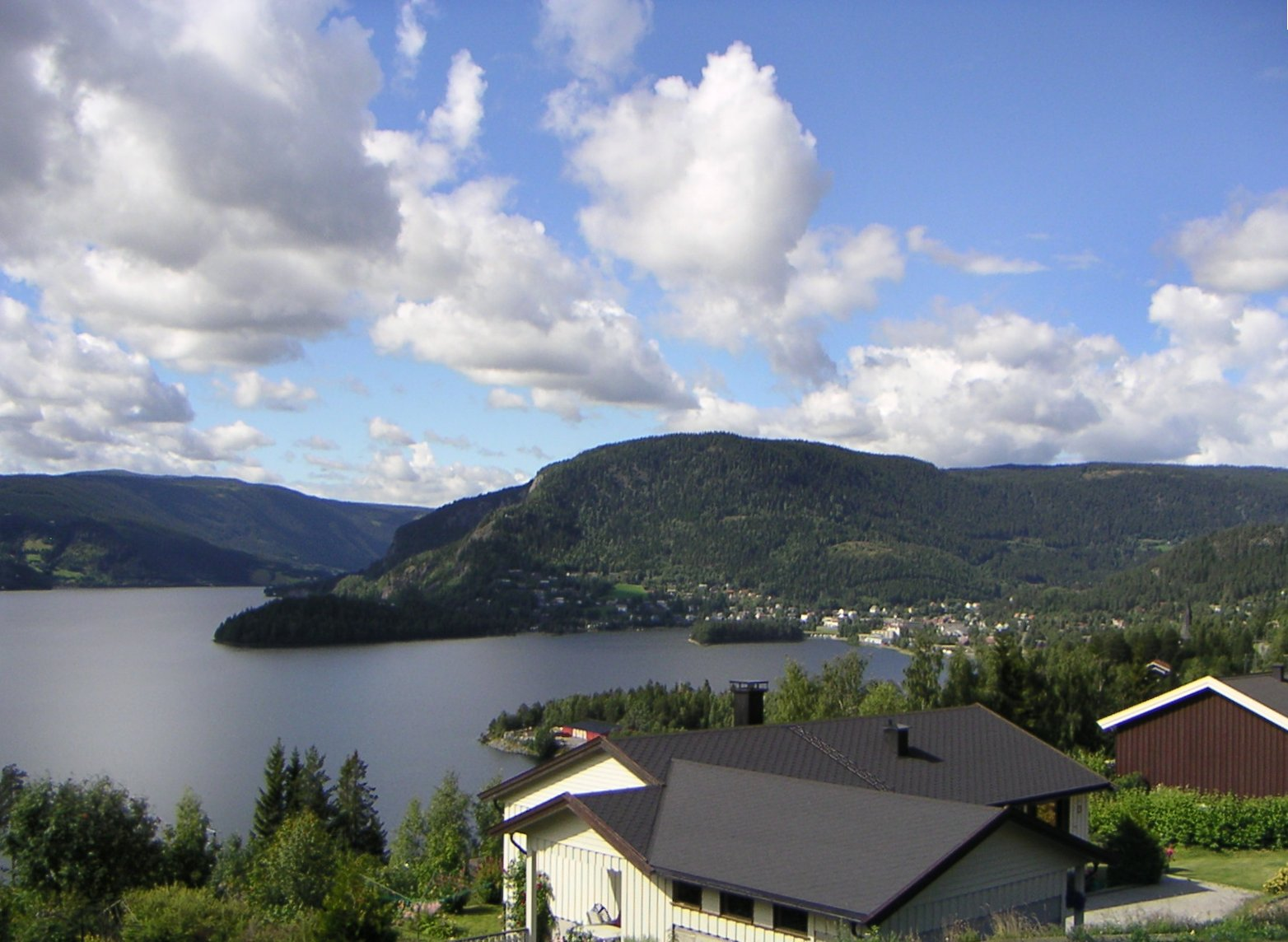
Vista dos lagos e montanhas próximas à Fagernes.

Fagernes é o centro administrativo municipal de Nord-Aurdal e uma das maiores e mais conhecidas localidades do vale de Valdres, Noruega, com aproximadamente 1.800 habitantes.
É um importante destino turístico por ser de fácil acesso e por possuir paisagens bastante apreciadas pelos turistas, como Jotunheimen.